# Долене
Вижте пояснителната страница за други значения на Долене.
До̀лене е село в Югозападна България. То се намира в община Петрич, област Благоевград.

## География
Село Долене се намира в планински район. Разположено е в южните склонове на планината Огражден на надморска височина около 710 m. Западно от селото преминава река Градешница. Климатът е преходносредиземноморски с летен минимум и зимен максимум на валежите. Средна годишна валежна сума е около 640 mm. Почвите са предимно излужени канелени горски. Населението намалява след 1960 година, поради изселвания за село Първомай и град Петрич.

## История
Село Долене има древна история. В околностите на селото има останки от антични и средновековни поселения. Село Долене се споменава в османски данъчни регистри от 1570 и 1665 година. Според първият регистър в селото живеят 2 мюсюлмански и 12 християнски домакинства. През периода XVI – XIX век в землището на селото се провежда прочутият Долянски панаир – един от най-големите панаири в европейските предели на Османската империя. За панаира, който се е провеждал ежегодно в продължение на 40 дни, подробни сведения дава пътешественикът Евлия Челеби, посетил го през 1670 година. Той пише следното: 
| „ | Веднъж в годината в сезона на черешите на това пространство се събират хиляди хора от Румелия, арабските страни, Персия, Индия, Самарканд, Балх, Бухара, Египет, Сирия, Ирак и от всички кътове на Европа, с една дума, всички търговци от седемте климата по суша и по море се стичат със своите различни и многобройни стоки на този панаир. | “ |

Челеби добавя, че на Долянския панаир се е търгувало и с роби:

„Става и човешки пазар, на който се продават и купуват хиляди разцъфтели като слънчогледи и като млада луна красавици и красавци, момци и девойки. На пазара стоят и черноцветни арапи. Идват почти 40—50 хиляди души и купуват черни арапи. Прочее в тези области чернокожите мъже и жени са много търсени роби.“
През 1873 година в селото се изгражда черквата „Успение Богородично“ – паметник на културата с местно значение. В „Етнография на вилаетите Адрианопол, Монастир и Салоника“, издадена в Константинопол в 1878 година и отразяваща статистиката на населението от 1873 година, Долене (Dolené) е посочено като чисто българско село с 90 домакинства с 325 жители българи. Съгласно статистиката на Васил Кънчов („Македония. Етнография и статистика“) към 1900 година в селото живеят 600 българи-християни.
Според статистиката на секретаря на Българската екзархия Димитър Мишев („La Macédoine et sa Population Chrétienne“) в 1905 година християнското население на Долени се състои от 736 българи екзархисти. В селото има 1 начално българско училище с 1 учител и 17 ученици.
При избухването на Балканската война през 1912 година 34 души от селото са доброволци в Македоно-одринското опълчение.
От 2018 година местен предприемач със собствени средства се заема с облагородяването на Долене, създавайки атрактивен ландшафт. Така селото се превръщат в желана туристическа дестинация, привличайки все повече туристи.

## Население

### Етнически състав
Преброяване на населението през 2011 г.
Численост и дял на етническите групи според преброяването на населението през 2011 г.:
|                     | Численост |
| Общо                | 24        |
| Българи             | 24        |
| Турци               | -         |
| Цигани              | -         |
| Други               | -         |
| Не се самоопределят | -         |
| Неотговорили        | -         |

## Личности
Родени в Долене
- Иван Велков (1854 – 1940), свещеник, деец на ВМОК